# Wajfay
Филип Перић (Прокупље, 8. октобар 2006), познатији као WajFay, српски је репер, музички продуцент и текстописац. Активан је на музичкој сцени од 2020. године, а први сингл Skandal објавио је 2022. године.

## Рани живот
Perić је рођен у Прокупљу 2006. године. Одрастао је у Србији, а музиком је почео да се бави у средњој школи, најпре као продуцент, а касније и као извођач.

## Каријера
Први запажени сингл Skandal објавио је 2022. године, Током 2022. године следи песма Sad i Odmah. Године 2024. објављује Repetiram.
WajFay је познат по стилу који комбинује елементе рапа и трапа, као и по сарадњама са домаћим извођачима Dimet и Kezva.

## Дискографија

### Синглови
- Skandal (2022)
- Sad i Odmah (2023)
- Repetiram (2024)